# لشکر ۴۲ پیاده (لانکشر شرقی)
لشکر ۴۲ پیاده لانکشر شرقی (انگلیسی: 42nd) لشکر پیاده‌نظام نیروی زمینی بریتانیا بود، که در سال ۱۹۰۸ تأسیس شد و در سال ۱۹۶۱ منحل گردید. این لشکر در خلال جنگ جهانی اول و جنگ جهانی دوم فعال بود.
لشکر ۴۲ پیاده لنکشایر شرقی در سال ۱۹۰۸ به عنوان بخشی از نیروی سرزمینی و در ابتدا با نام لشکر شرق لنکشایر تشکیل شد و در ۲۵ مه ۱۹۱۵ به عنوان لشکر ۴۲ (لنکشایر شرقی) سازماندهی مجدد شد. این یگان اولین لشکر نیروی زمینی بود که در طول جنگ جهانی اول به خارج از کشور اعزام شد. این لشکر در نبرد گالیپولی، صحرای سینا و در جبهه غربی در فرانسه و بلژیک جنگید. پس از جنگ منحل شد و در ارتش سرزمینی ادغام گردید. در جنگ جهانی دوم به عنوان لشکر ۴۲ پیاده نظام لنکشایر شرقی با نیروی اعزامی بریتانیا خدمت کرد و قبل از تخلیه در دانکرک، در بلژیک و فرانسه جنگید. این لشکر بعداً در بریتانیا بازسازی شد و در نوامبر ۱۹۴۱ به لشکر ۴۲ زرهی تبدیل شد که در اکتبر ۱۹۴۳ بدون خدمت در خارج از کشور منحل شد.  